# Флуктуативно-дисипативна теорема
Флуктуативно-дисипативна теорема — співвідношення між величиною флуктуацій в термодинамічній системі й узагальненим відгуком системи на зовнішнє збурення. 
Флуктуативно-дисипативна теорема встановлює зв'язок між середньо-квадратичним відхиленням фізичної величини {\displaystyle x}, {\displaystyle x^{2}} та дисипативними властивостями середовища:
{\displaystyle \langle x^{2}\rangle ={\frac {\hbar }{\pi }}\int _{0}^{\infty }\alpha ^{\prime \prime }(\omega ){\text{cth}}\,\left({\frac {\hbar \omega }{2k_{B}T}}\right)d\omega },
де {\displaystyle \alpha ^{\prime \prime }} - уявна частина узагальненої сприйнятливості, {\displaystyle \hbar } - зведена стала Планка, {\displaystyle \omega } - частота, {\displaystyle k_{B}} - стала Больцмана, T - температура.

## Фізична природа
Флуктуаційно-дисипативна теорема є математичним узагальненням того факту, що при флуктуаціях відбуваються ті ж процеси, що й при зовнішньому збуренні системи. Флуктуації та наслідки зовнішнього збурення затухають (дисипують) схожим чином. Наприклад, при проходженні електричного струму в напівпровіднику виділяється тепло - це дисипативний процес. В напівпровіднику можуть також виникнути флуктуації концентрації носіїв заряду. Для виникнення таких флуктуацій необхідна енергія, яка надходить від теплових коливань кристалічної ґратки. При розсмоктуванні флуктуацій відбуваються ті ж процеси дисипації енергії, що й при проходженні струму. Як наслідок, енергія повертається кристалічній ґратці. 

## Класичний випадок
При високій температурі, коли {\displaystyle k_{B}T\gg \hbar \omega } для спектральної компоненти середньо-квадратичного відхилення справедлива простіша формула:
{\displaystyle \langle x^{2}\rangle _{\omega }={\frac {2k_{B}T}{\omega }}\alpha ^{\prime \prime }},
яка виконується не лише у квантовому випадку, а й при класичному розгляді. 
Якщо {\displaystyle k_{B}T\gg \hbar \omega } справедливо для всього спектру флуктуацій, то:
{\displaystyle \langle x^{2}\rangle =k_{B}T\alpha (0)\,},
тобто величина флуктуацій зв'язана із статичним значенням функції відгуку. 

## Приклади
Прикладом флуктуативно-дисипативної теореми є співвідношення Ейнштейна:
{\displaystyle D=k_{B}T\mu \,},
яке зв'язує коефіцієнт дифузії D та рухливість {\displaystyle \mu }.
Флуктуативно-дисипативну теорему сформулювали Каллен та Велтон у 1951 році.

### Формула Найквіста
В 1928 р. Джон Б. Джонсон виявив, а Гаррі Найквіст пояснив явище теплового шуму. При відсутності струму, що протікає через електричний опір, середня квадратична напруга залежить від опору {\displaystyle R}, {\displaystyle k_{B}T} та ширини частотного діапазону вимірювань {\displaystyle \Delta \nu } :

#### Висновок
В електричних провідниках найбільш стійкими флуктуаціями виявляються такі, що призводять до виникнення стоячих хвиль. Число стоячих електромагнітних хвиль з частотою від {\displaystyle \nu } до {\displaystyle \nu +d\nu } в провіднику довжиною {\displaystyle L} з врахуванням поляризації рівне {\displaystyle dn(\nu )=2\cdot {\frac {2Ld\nu }{c}}}. Будемо вважати, що на кожну стоячу хвилю приходиться енергія {\displaystyle k_{B}T}, що відповідає енергії гармонічного осцилятора. Тоді енергія стоячих хвиль з частотою від {\displaystyle \nu } до {\displaystyle \nu +d\nu } буде {\displaystyle dE(\nu )=4\cdot {\frac {L}{c}}d\nu k_{B}T}. Потужність на одиницю довжини кола дорівнює {\displaystyle dW={\frac {dE(\nu )}{\frac {L}{c}}}=4k_{B}Td\nu }. Вся енергія флуктуаційних струмів знову переходить в тепло на опорі. Втрата потужності на одиниці довжини провідника з опором {\displaystyle R} по закону Джоуля-Ленца дорівнює {\displaystyle {\frac {dW(\nu )}{d\nu }}={\frac {\langle {V^{2}}\rangle (\nu )}{R}}}, де {\displaystyle \langle V^{2}\rangle } - середній квадрат флуктуаційної ЕРС для хвиль з частотою {\displaystyle \nu }. Отримуємо формулу Найквіста: